# Ń
Cette page contient des caractères spéciaux ou non latins. S’ils s’affichent mal (▯, ?, etc.), consultez la page d’aide Unicode.
Ń (minuscule : ń), ou N accent aigu, est un graphème utilisé dans les alphabets de l’akaselem, du bas-sorabe, cachoube, du dii, du goo, du lokpa, du ntcham, du polonais, du same de Lule, du silésien ou du yupik comme variante de la lettre ‹ n ›. Elle est aussi utilisée dans plusieurs romanisations comme celles du biélorusse (alphabet łacinka) ou du khmer[Laquelle ?].  Il s’agit de la lettre ‹ n › diacritée d'un accent aigu.

## Utilisation
- Bas-sorabe, cachoube, polonais et silésien, : ‹ ń › représente la consonne occlusive nasale palatale voisée /ɲ/, l’accent aigu indiquant la palatisation du ‹ n ›.
- Same de Lule : ‹ ń › représente la consonne occlusive nasale vélaire voisée /ŋ/.

### Langues à tons
Dans plusieurs langues tonales le ‹ ń › représente le même son que le ‹ n ›, c’est-à-dire la consonne occlusive nasale alvéolaire voisée /n/, l’accent aigu indique le ton haut et qu’il s’agit d’une consonne syllabique.

## Représentations informatiques
Le N accent aigu peut être représenté avec les caractères Unicode suivants :
- précomposé (latin étendu A)[1] :

| forme     | représentation | chaîne de caractères | point de code | description                           |
| --------- | -------------- | -------------------- | ------------- | ------------------------------------- |
| capitale  | Ń              | Ń                    | U+0143        | lettre majuscule latine n accent aigu |
| minuscule | ń              | ń                    | U+0144        | lettre minuscule latine n accent aigu |

- décomposé (latin de base, diacritiques) :

| forme     | représentation | chaîne de caractères | point de code | description                                       |
| --------- | -------------- | -------------------- | ------------- | ------------------------------------------------- |
| capitale  | Ń              | N◌́                   | U+004E U+0301 | lettre majuscule latine n diacritique accent aigu |
| minuscule | ń              | n◌́                   | U+006E U+0301 | lettre minuscule latine n diacritique accent aigu |

Il peut aussi être représenté avec des anciens codages :
- ISO/CEI 8859-2, -13, -16 :
  - capitale Ń : D1
  - minuscule ń : F1